# Marshall megye (Alabama)
Marshall megye az Amerikai Egyesült Államokban, azon belül Alabama államban található. Az állam északkeleti részén található Marshall megye az északnyugati Huntsville és a délnyugati Birmingham nagyvárosi központjai között fekszik . Marshall megye a barlangrendszerek tetején található , a Cathedral Caverns State Park pedig a megye északi részén található, és a világ legnagyobb barlangbejáratával büszkélkedhet. A megye elővárosi és vidéki közösségek keverékének ad otthont, és az egyik leggyorsabban növekvő terület az államban. A megyét egy választott öttagú bizottság irányítja. Joe Starnes kongresszusi képviselő Guntersville -ben született, William Berney drámaíró pedig Albertville-ben nőtt fel. Megyeszékhelye Guntersville, legnagyobb városa Albertville. Lakosainak száma 97 612 fő (2020. április 1.). Marshall megye Jackson, Blount, DeKalb, Etowah, Cullman, Morgan és Madison megyékkel határos.

## Történet
A jelenlegi Marshall megyét az alabamai törvényhozás hozta létre 1836. január 9-én az 1835-ös New Echota-i Szerződésben megszerzett Cherokee területen. A megyét John Marshall, az Egyesült Államok Legfelsőbb Bíróságának 1801 és 1835 között hivatali vezetője tiszteletére nevezték el. A legtöbb korai telepes Tennessee államból, Virginia államból és a Carolina államból érkezett. A környék legkorábbi városai Beard's Bluff, Guntersville, Warrenton és Claysville voltak.
A megye 12 évig vitatkozott a megyeszékhely helyéről. Claysville volt az első megyeszékhely, de 1838-ban a székhelyet áthelyezték Marshallba (ma Wyeth City), és a gyüléseket egy régi pamut -gin padlásterében tartották. Ezt hamarosan alkalmatlannak ítélték, és a megyeszékhelyet 1841-ben ismét Warrentonba költöztették, ahol egy faház szolgált bíróságként. Végül 1848-ban a megyeszékhelyet Guntersville-be helyezték át, ahol ma is áll. Az eredeti, kétszintes, téglából épült bíróság a jövőbeli bírósági átalakítások és bővítések magjaként szolgált. 1935-ben Albertville-ben felépítettek egy második bírósági épületet a Sand Mountain-on élő Marshall megyei polgárok kényelmére. Ma mindkét bíróság továbbra is használatban van.
2011. április 27-én hatalmas vihar sújtotta az Egyesült Államok délkeleti részét, amely számos erős tornádót okozott. Több mint 250 embert öltek meg Alabamában, köztük öten a Marshall megyei Ruth közösségben.

## Népesség
A 2020-as népszámlálási becslések szerint Marshall megye lakossága 97 612 volt. A válaszadók hozzávetőleg 80,3 százaléka fehérnek, 14,1 százaléka spanyolajkúnak, 2,9 százaléka afroamerikainak, 3,7 százaléka két vagy több rassznak, 1,2 százalékuk indiánnak és 0,6 százaléka ázsiainak vallotta magát. A megye legnagyobb városa Albertville , amelynek becsült lakossága 22 632. További jelentős népesedési központok közé tartozik Boaz , Guntersville , Union Grove és Arab . A háztartások medián jövedelme 50 216 dollár volt, szemben az állam egészére vonatkozó 52 035 dollárral, az egy főre jutó jövedelem pedig 25 861 dollár volt, szemben az állam egészének 28 934 dollárjával.
A megye népességének változása:
| Lakosok száma | 93 188 | 93 921 | 94 413 | 94 760 | 94 725 | 97 612 |
|               | 2010   | 2011   | 2012   | 2013   | 2015   | 2020   |

## Gazdaság
A huszadik század közepéig a mezőgazdaság volt az uralkodó elfoglaltság a Marshall megyei lakosok körében, és a fő növény a gyapot és a kukorica volt. Az 1930-as években azonban a gazdálkodás más élelmiszernövényekre és állattenyésztésre diverzifikálódott a zsizsik érkezése és a nagy gazdasági világválság okozta nehézségek miatt bekövetkezett változások miatt . Marshall megye ásványokban gazdag talaja bányászati érdeklődést is hozott a térségbe. A Tennessee Valley Authority által 1939-ben elkészült Guntersville-gáttal a megye az agrárgazdaságból egy ipari gazdaságba lépett át. A gát Guntersville-t a Tennessee folyó navigációs rendszerének legdélibb kikötőjévé tette, lehetővé téve a hajózási ágazat virágzását. Számos szabadidős lehetőséghez is vezetett, beleértve a csónakázást és a horgászatot.

## Foglalkoztatás
A 2020-as népszámlálási becslések szerint Marshall megyében a munkaerő a következő ipari kategóriák között oszlik meg:
```
Feldolgozóipar (22,2 százalék)
Oktatási szolgáltatások, valamint egészségügyi és szociális segélyek (19,0 százalék)
Kiskereskedelem (11,4 százalék)
Építőipar (8,5 százalék)
Szakmai, tudományos, gazdálkodási, valamint adminisztratív és hulladékgazdálkodási szolgáltatások (8,4 százalék)
Művészetek, szórakoztatás, rekreáció, valamint szállás- és étkezési szolgáltatások (5,8 százalék)
Szállítás és raktározás, valamint közművek (5,3 százalék)
Egyéb szolgáltatások, kivéve a közigazgatást (5,0 százalék)
Pénzügy és biztosítás, valamint ingatlan, bérbeadás és 
lízing (3,9 százalék)
Közigazgatás (3,7 százalék)
Nagykereskedelem (3,0 százalék)
Információ (2,0 százalék)
Mezőgazdaság, erdőgazdálkodás , halászat és vadászat , valamint kitermelő (1,7 százalék)
```

## Oktatás
A Marshall megyei iskolarendszer együttesen 13 általános és középiskolát felügyel. A saját állami iskolarendszerrel rendelkező városok közé tartozik Albertville (öt iskola), Arab (négy iskola), Boaz (öt iskola) és Guntersville (négy iskola). A Snead State Community College egy kétéves intézmény, amely Boazban található, akadémiai és műszaki oktatási programokat kínál.

## Földrajz
A hozzávetőleg 567 négyzetmérföldes Marshall megye az állam öt legkisebb megyéjének egyike. A megye az állam északkeleti részén fekszik, a Cumberland-fennsík  szakaszán , az Atlanti-óceáni síkság régiójában, és domborzata homokkő fennsíkokat, durva hegyoldalakat és mészkővölgyeket foglal magában. Északnyugaton Madison megye , északkeleten Jackson megye , keleten DeKalb megye , délkeleten Etowah megye , délnyugaton Blount és Cullman megye, nyugaton Morgan megye határolja .
A Tennessee folyó a megye északkeleti részétől délnyugatra folyik, és északnyugaton folyik ki. A Tennessee folyó medencéjét az egyik biológiailag legváltozatosabb folyórendszernek tartják az Egyesült Államokban, és számos növény- és állatfaj veszélyeztetett. A Paint Rock folyó a megye északi határának egy részét képezi, és a Black Warrior folyó több mellékfolyója is áthalad a megye délnyugati részén.
A 431-es és 231-es US Highways a megye fő közlekedési útvonala. Az US 431 észak-déli irányban halad át a megye közepén, az US 231 pedig észak-déli irányú Marshall megye nyugati határa mentén. A megyét két nyilvános repülőtér szolgálja ki : az Albertville Municipal Airport és a Guntersville Municipal Airport.

## Események és látnivalók
Marshall megye számos kikapcsolódási lehetőséget kínál. A Tennessee-völgyben található Lake Guntersville State Parkból a 69 000 hektáros Guntersville-víztározóra nyílik kilátás. A park több mint 6000 hektáros természetes erdővel rendelkezik, és olyan változatos tevékenységeket kínál a látogatóknak, mint a horgászat, túrázás, kempingezés, csónakázás, úszás, kerékpározás és golfozás. A Cathedral Caverns State Park a megye északi részén található. A barlangrendszer bejárata 126 láb széles és 25 láb magas, így ez a világ legnagyobb barlangnyílása, a barlang pedig a világ legnagyobb sztalagmitjának, Góliátnak ad otthont. A Buck's Pocket State Park , amely az Appalache-hegység természetes völgyében található a megye nyugati részén, több mint 2000 hektáron terül el, és olyan távoli, hogy az alabamai politikai mitológia szerint az állami politikusok visszavonulnak a teljes homályba. A park túrázást, kempingezést és piknikezést kínál.

Guntersville Múzeum és Kulturális Központ bejárata
A természetes terep mellett Marshall megye számos kulturális és történelmi helyszínt is kínál. A Guntersville Múzeum és Kulturális Központ egész évben kiállításoknak ad otthont, állandó gyűjteményei pedig számos indián műtárgyat tartalmaznak. Arab városával együttműködve az Arab Történelmi Társaság kifejlesztette az Arab Történelmi Falut , amely 10 épületből áll, amelyek mindegyike a tizennyolcadik század végétől az 1940-es évekig tartó időszakot képvisel, és otthoni élet idővonalát kínálja a látogatóknak. Az albertville-i polgárháború előtti temető történelmi fejfák sorát őrzi hosszú feliratokkal és történetekkel az ott élő emberekről. Az egykori templomban található Albertville Múzeum kiállításokat kínál a város történelméről és örökségéről. Egyéb történelmi helyszínek közé tartozik a Boaz ban található Snead Junior College Historic District, a szintén Boazban található Thomas A. Snellgrove Homestead és az Albert G. Henry House Guntersville -ben.